# José Luis González Novalín
José Luis González Novalín (Tresali, Nava, Principado de Asturias, 6 de enero de 1929-Oviedo, 27 de marzo de 2020) fue un sacerdote e historiador español, especializado en Historia de la Iglesia. Rector de la Iglesia Española de Santiago y Montserrat en Roma (1998-2010).  

## Biografía
Después de su ordenación sacerdotal (1952), completó sus estudios eclesíasticos realizando el doctorado en Teología en la Pontificia Universidad Gregoriana (Roma, 1965). De regreso a la diócesis asturiana, recibió diversos encargos pastorales en Oviedo: profesor del Seminario (1954-1999); capellán del colegio Santa Teresa (1955-1958), bibliotecario del Seminario diocesano (1956-1959); capellán del colegio mayor Santa Catalina (1959-1965); director del Secretariado de Apostolado Litúrgico (1960-1965); canónigo archivero de la Catedral (1962); secretariado técnico de la Comisión diocesana de Liturgia (1965-1975); y profesor ordinario del Centro Superior de Estudios Teológicos en el Seminario (1986).  
También desarrolló su docencia universitaria como profesor en la Facultad de Teología del Norte de España  (Burgos,1970-1975), y en la facultad Teológica Teresianum (Roma, 1978-2000). 
En 1974 se trasladó a Roma, al ser nombrado Vicerrector (1974-1998) y posteriormente Rector de la Iglesia Española de Santiago y Montserrat (1998-2010) y del Centro Español de Estudios Eclesiásticos. Esta institución está dedicada fundamentalmente a la formación especializada de sacerdotes españoles en Roma. También ostenta la principal representación de la Iglesia española ante la Santa Sede. Mantiene una doble dependencia, de la Conferencia Episcopal Española y del Estado, a través de la Embajada de España ante la Santa Sede. 
De regreso a España, en 2014 se trasladó a la casa parroquial de la iglesia de San Pedro (Gijón), donde permaneció hasta su fallecimiento.
Días antes de fallecer había sufrido una caída, por lo que fue ingresado en el Hospital de Cabueñes, donde se contagió del COVID-19. Al empeorar su estado el 21 de marzo de 2020 fue trasladado al Hospital Universitario Central de Asturias, donde falleció  el 27 del mismo mes a los noventa y un años como consecuencia de la enfermedad COVID-19, siendo una de las víctimas mortales de la pandemia de coronavirus en España.

## Asociaciones a las que perteneció
- Miembro de número del Real Instituto de Estudios Asturianos RIDEA (Oviedo, 1980)
- Miembro de la Academia de San Carlos (Milán, 1990)
- Miembro de la Real Academia de la Historia (Madrid, 1998)
- Miembro del Patrono de la Fundación Foro Jovellanos del Principado de Asturias (2011)

## Premios y homenajes
En junio de 2019 González Novalín fue homenajeado en el Seminario de Oviedo, con motivo de la presentación de la Trilogía Anthologica Annua, una monografía publicada en su honor por el Instituto Español de Historia Eclesiástica (Roma). A lo largo de su vida, recibió las siguientes distinciones:
- Prelado de Honor de Su Santidad (1998)
- Encomienda de la Orden de Isabel la Católica
- Orden ecuestre del Santo Sepulcro de Jerusalén

## Publicaciones
Como historiador, investigó fundamentalmente el papel de la Inquisición ente los siglos XV y XVII:
- El Inquisidor General Fernando de Valdés (1483-1568). I Su vida y su obra (1968)
- El Inquisidor General Fernando de Valdés. II Cartas y documentos (1970)
- Las visitas ad límina de los Obispos de Oviedo (1585-1901). Una fuente eclesiástica para la Historia de Asturias (1986)
- Bases e hitos para la historia eclesiástica de la diócesis de Oviedo (1995)